# Uddevalla högre allmänna läroverk
Uddevalla högre allmänna läroverk var ett läroverk i Uddevalla verksamt från 1854 till 1968.

## Historia
Skolan med ursprung från 1817 ombildades 1854 till ett lägre elementarläroverk som 1879 namnändrades till Uddevalla Lägre Allmänna Läroverk. Detta ombildades 1905 till en realskola som från 1914 med ett kommunalt gymnasium. 
Skolan ombildades med början 1928 till  Uddevalla högre allmänna läroverk. Skolan kommunaliserades 1966 och namnändrades då till Agnebergsskolan. Studentexamen gavs från 1915 till 1968 och realexamen från 1907 till 1966.